# Ardisia calophylla
Ardisia calophylla är en viveväxtart som beskrevs av Caetano Xavier Furtado. Ardisia calophylla ingår i släktet Ardisia och familjen viveväxter. Inga underarter finns listade i Catalogue of Life.